# Dominika Kozłowska
Dominika Kozłowska (ur. 1978 w Krakowie) – polska publicystka, filozofka i działaczka społeczna, doktor nauk humanistycznych, w latach 2010–2024 redaktorka naczelna miesięcznika „Znak”, od 2017 członkini zarządu, a od 2021 prezes zarządu Społecznego Instytutu Wydawniczego „Znak”.

## Życiorys
Absolwentka filozofii na Papieskiej Akademii Teologicznej. W 2006 na Wydziale Filozoficznym tej uczelni uzyskała stopień doktora nauk humanistycznych w oparciu o pracę zatytułowaną Liberalizacja sumienia. Wpływ filozofii Friedricha Nietzschego na współczesną kondycję sumienia. Kierowała redakcją anglojęzycznego czasopisma „Thinking in Values” wydawanego przez  Instytut Myśli Józefa Tischnera, pracowała także w Redakcji Literatury Religijnej i Filozoficznej wydawnictwa Społecznego Instytutu Wydawniczego „Znak”. W 2010 objęła funkcję redaktor naczelnej miesięcznika „Znak”. Kierowała nią do końca 2024. W 2017 została członkinią zarządu Społecznego Instytutu Wydawniczego „Znak”, a w 2021 objęła stanowisko prezesa zarządu tego wydawnictwa.
Związana z Kongresem Kobiet, gdzie objęła funkcję członkini Rady Stowarzyszenia Kongres Kobiet. Działaczka Klubu Polska-Rosja w Fundacji im. Stefana Batorego. Powoływana w skład Rady ds. Równego Traktowania utworzonej przez prezydenta Krakowa, kapituły Nagrody im. Jerzego Turowicza, rady Fundacji na rzecz Chrześcijańskiej Kultury Społecznej im. Hanny Malewskiej oraz zarządu Fundacji Współpracy Polsko-Niemieckiej.
Laureatka Krakowskiej Nagrody Allianz w dziedzinie media (2014). W 2017 otrzymała Nagrodę Specjalną im. Dariusza Fikusa, przyznaną za odświeżenie i wzbogacenie formuły miesięcznika „Znak”, nawiązanie do najlepszych jego tradycji z jednoczesnym otwarciem na młodych autorów i odważne podejście do poruszanych tematów.